# Ramal Talca-Mariposas
El Ramal Talca-Mariposas, conocido popularmente como Expreso Pehuenche, fue un ramal ferroviario de trocha angosta (más tarde de trocha ancha) de importante actividad turística y económica durante el siglo XX, iniciaba desde la estación Talca y culminaba en la localidad de Mariposas, en la comuna de San Clemente. El principal fin del «Expreso Pehuenche», llamado así por los lugareños, era el de acercar la ciudad de Talca a los poblados ubicados al oriente de esta ciudad.

## Historia
La zona oriente de la Provincia de Talca, de raigambre agrícola, se benefició del desarrollo que vivió la ciudad desde mediados del siglo XIX. En 1891 se creó la comuna de San Clemente en la parte oriental del departamento de Talca. Ello sólo hizo que aumentara la demanda por mejores vías de transporte, en una época de caminos de baja calidad.  
Así las cosas, se estudió la posibilidad de construir el ferrocarril que conectara estas zonas, y sirviera tanto de transporte de carga de las mercaderías que se producían en la zona como de tren de acercamiento para las poblaciones del sector hacia la ciudad. Fue aprobado en 1900 y empezó a construirse en 1901 como un tren de 100 cm de trocha.
El tren fue inaugurándose en tramos, siendo el primero entre Talca y San Clemente en 1903, completándose finalmente en 1929 al inaugurarse la estación de Mariposas el 5 de abril de dicho año. Existieron planes para que el tren cruzara el río Maule y conectara con el ramal a Colbún, que no se concretaron.
En 1940 la trocha angosta fue reemplazada por una más ancha, de 160 cm. Durante toda su existencia utilizó máquinas a vapor, pese a la posterior existencia de locomotoras a diésel en otros servicios.
El tren dejó de funcionar  para el transporte de pasajeros en 1960, y para el de carga en 1975, debido principalmente a la competencia de los buses y la pavimentación del camino internacional 115 (hacia el Paso Pehuenche), unido a la falta de renovación de las máquinas. La lista fue levantada a fines de la década de 1980.
La antigua estación de Mercedes fue declarada Monumento Nacional en 2010.

## Estaciones
- Talca: en uso para el Ferrocarril Longitudinal y el ramal a Constitución
- Club Hípico (km 4): actualmente desaparecida
- Huilquilemu (km 9): paradero que fue suprimido el 1 de febrero de 1920 debido a que no existía la infraestructura para permitir un servicio seguro o venta de pasajes. Sin embargo, recibió autorización para seguir operando entre el 1 de febrero y el 1 de mayo de 1921 debido a que la Dirección General luego de negociar con las personas de la zona de que estas entregaran una concesión y construcción de un camino de acceso demostró la justificación de la parada del tren. Sin embargo, debido a la oposición de uno de los propietarios del terreno, Sr. Alberto Parot, el acuerdo de la concesión de las tierras no se materializó, lo que conllevó a que no se construyera el paradero, y se suspendiera indefinidamente la parada para finales de 1922.[3] Actualmente desaparecida.
- Mercedes (km 12): actualmente en pie y declarada Monumento Nacional
- Aurora (km 14): actualmente desaparecida
- San Clemente (km 20): actualmente desaparecida
- Perquin (km 30): bodegas en pie frente al camino al Paso Pehuenche
- Mariposas (km 36): bodegas y casa de máquinas en pie